# Leland D. Melvin
Leland Devon Melvin, född 15 februari 1964 i Lynchburg, Virginia, är en amerikansk astronaut uttagen i astronautgrupp 17 den 4 juni 1998.

## Rymdfärder
- Atlantis - STS-122
- Atlantis - STS-129